# Јуре Кошир
Јуре Кошир (словен. Jure Košir; Мојстрана, 24. април 1972) је бивши словеначки и југословенски алпски скијаш.
Први међународни успех остварио је на Светском првенству за млађе категорије у норвешком Хемседалу, кад је 1991. године постао светски првак у супервелеслалому, такмичећи се за Југославију. Највећи успеси су му били кад је у сезони 1993/94. остварио прву скијашку победу за Словенију и када је на Зимским олимпијским играма у Лилехамеру 1994. освојио бронзану медаљу у слалому иза Томаса Штангасингера и Алберта Томбе. Исте године завршио је као трећепласирани у поретку слалома у Светском купу. Успешан је био и следеће сезоне. У укупном пласману велеслалома био је други, у слалому трећи, као и у укупном пласману Светског купа.
До краја каријере остварио је још две слаломске победе, 6. јануара 1999. у Крањској Гори и у аустријском Кицбилу. Ту је сезону завршио на другом месту у укупном пласману слалома. Последња сезона у каријери му је била 2005/06.

## Победе у Светском купу
| Датум              | Скијалиште        | Дисциплина |
| ------------------ | ----------------- | ---------- |
| 20. децембар 1993. | Мадона ди Кампиљо | Слалом     |
| 6. јануар 1999.    | Крањска Гора      | Слалом     |
| 24. јануар 1999.   | Кицбил            | Слалом     |

### Резултати по сезонама
| Година | Година | Укупно  | Укупно | Слалом  | Слалом | Велеслалом | Велеслалом |
| ------ | ------ | ------- | ------ | ------- | ------ | ---------- | ---------- |
| Година | Година | Пласман | Бодови | Пласман | Бодови | Пласман    | Бодови     |
| 1992.  | 1992.  | 112     | 33     | 42      | 25     | 49         | 8          |
| 1993.  | 1993.  | 26      | 276    | 6       | 251    | 34         | 25         |
| 1994.  | 1994.  | 15      | 484    | 3       | 421    | 23         | 63         |
| 1995.  | 1995.  | 3       | 760    | 3       | 405    | 2          | 355        |
| 1996.  | 1996.  | 13      | 513    | 5       | 381    | 17         | 132        |
| 1997.  | 1997.  | 30      | 326    | 16      | 150    | 13         | 176        |
| 1998.  | 1998.  | 21      | 369    | 8       | 257    | 19         | 112        |
| 1999.  | 1999.  | 12      | 525    | 2       | 415    | 18         | 110        |
| 2000.  | 2000.  | 31      | 261    | 10      | 238    | 41         | 23         |
| 2001.  | 2001.  | 25      | 300    | 6       | 300    | -          | -          |
| 2002.  | 2002.  | 43      | 183    | 13      | 166    | 42         | 17         |
| 2003.  | 2003.  | 146     | 5      | 59      | 5      | -          | -          |
| 2004.  | 2004.  | 83      | 61     | 33      | 61     | -          | -          |
| 2005.  | 2005.  | 85      | 53     | 32      | 53     | -          | -          |
| 2006.  | 2006.  | 123     | 16     | 52      | 16     | -          | -          |

## Резултати на ЗОИ
- Албервил 1992: 19. у слалому, 22 у велеслалом, 29 у супервелеслалому, 13. у комбинацији.
- Лилехамер 1994: 3. у слалому, 23. у велеслалому, 10. у комбинацији
- Нагано 1998: 5. у велеслалому, слалом без пласмана.
- Сот Лејк Сити 1998: 8. у слалому, велеслалом без пласмана.

## Резултати на Светским првенствима у алпском скијању
- Мориока 1993: 7. у комбинацији
- Сијера Невада 1994: 8. у велеслалому
- Сестријере 1997: 12 у слалому
- Вел 1999: 10. у слалому
- Санкт Антон 2001: 8. у слалому